# Grosbois-en-Montagne
Grosbois-en-Montagne est une petite commune française située dans le département de la Côte-d'Or en région Bourgogne-Franche-Comté. La commune est réputée principalement pour son lac artificiel dénommé réservoir de Grosbois.

## Géographie

### Climat
Pour des articles plus généraux, voir Climat de la Bourgogne-Franche-Comté et Climat de la Côte-d'Or.
En 2010, le climat de la commune est de type climat des marges montargnardes, selon une étude du Centre national de la recherche scientifique s'appuyant sur une série de données couvrant la période 1971-2000. En 2020, Météo-France publie une typologie des climats de la France métropolitaine dans laquelle la commune est exposée à un climat océanique altéré et est dans la région climatique  Lorraine, plateau de Langres, Morvan, caractérisée par un hiver rude (1,5 °C), des vents modérés et des brouillards fréquents en automne et hiver. 
Pour la période 1971-2000, la température annuelle moyenne est de 9,7 °C, avec une amplitude thermique annuelle de 16,2 °C. Le cumul annuel moyen de précipitations est de 993 mm, avec 13,4 jours de précipitations en janvier et 8,5 jours en juillet. Pour la période 1991-2020, la température moyenne annuelle observée sur la station météorologique de Météo-France la plus proche, « Pouilly-en-Aux_sapc », sur la commune de Pouilly-en-Auxois à 7 km à vol d'oiseau, est de 10,7 °C et le cumul annuel moyen de précipitations est de 859,1 mm,. Pour l'avenir, les paramètres climatiques de la commune estimés pour 2050 selon différents scénarios d'émission de gaz à effet de serre sont consultables sur un site dédié publié par Météo-France en novembre 2022.

## Urbanisme

### Typologie
Au 1er janvier 2024, Grosbois-en-Montagne est catégorisée commune rurale à habitat dispersé, selon la nouvelle grille communale de densité à 7 niveaux définie par l'Insee en 2022.
Elle est située hors unité urbaine. Par ailleurs la commune fait partie de l'aire d'attraction de Dijon, dont elle est une commune de la couronne,. Cette aire, qui regroupe 333 communes, est catégorisée dans les aires de 200 000 à moins de 700 000 habitants,.

### Occupation des sols
L'occupation des sols de la commune, telle qu'elle ressort de la base de données européenne d’occupation biophysique des sols Corine Land Cover (CLC), est marquée par l'importance des territoires agricoles (69,7 % en 2018), une proportion sensiblement équivalente à celle de 1990 (70 %). La répartition détaillée en 2018 est la suivante : 
prairies (34,7 %), terres arables (24 %), forêts (21,8 %), zones agricoles hétérogènes (11 %), eaux continentales (6,6 %), zones urbanisées (1,8 %). L'évolution de l’occupation des sols de la commune et de ses infrastructures peut être observée sur les différentes représentations cartographiques du territoire : la carte de Cassini (XVIIIe siècle), la carte d'état-major (1820-1866) et les cartes ou photos aériennes de l'IGN pour la période actuelle (1950 à aujourd'hui).

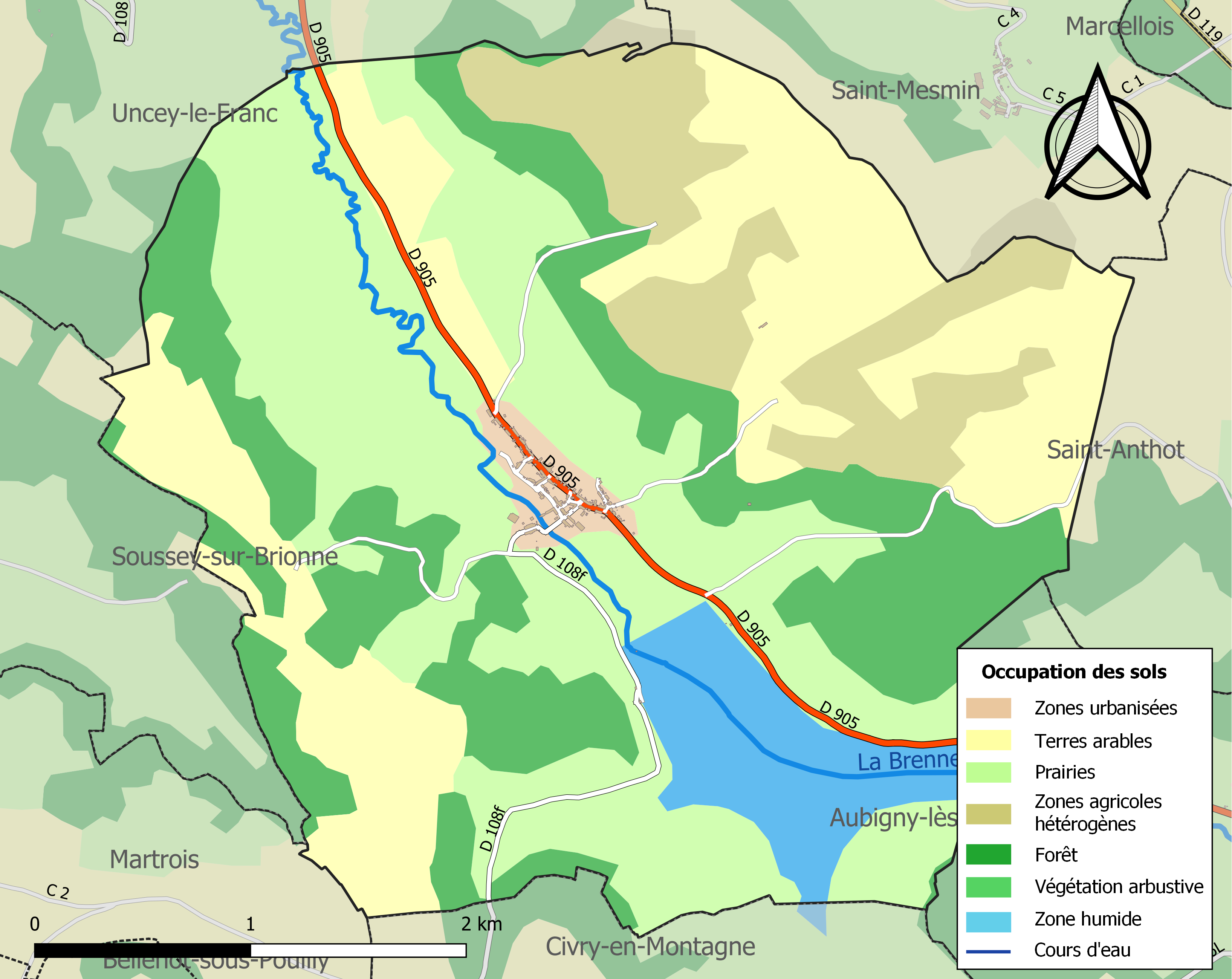
Carte des infrastructures et de l'occupation des sols de la commune en 2018 (CLC).

## Histoire
L’ancien village était autrefois, sur la hauteur, au lieu-dit «Vellemont». Ce nom romain «villa montis» qui signifie la ferme ou le château de la montagne, donne lieu de croire que cet endroit, après avoir été un lieu de culte druidique et d’habitations celtiques, fut habité par des Romains auxquels succédèrent, suivant la tradition, des seigneurs francs et féodaux.
La première fois que le nom de Grosbois apparut fut sous Grosboes en 1099 pour apparaître plus tard sous le nom de Grossus Boscus en 1220. La trace d'actes de ventes permet de savoir que le fief fut vendu par Guy de Saffres au Duc de Bourgogne Hugues IV en 1258.
Grosbois fut le fief des Bauffremont en 1487, des Tavannes en 1517 et puis des Vienne de Châteauneuf lesquels, ruinés par les guerres de religion, vendirent leurs droits aux Potot d’Avosnes qui les passèrent, en 1612, à Étienne Bernardon, Conseiller au Parlement de Dijon. Ce dernier commença la construction du château qu’habitent, encore aujourd’hui, ses descendants.
La construction, en 1739, de la «Route royale», devenue depuis la «Route impériale», puis la Nationale 5, devait accentuer la décadence de Vellemont et profiter au développement de Grosbois où plusieurs moulins s’installèrent, où le château s’agrandit par adjonction d’une bibliothèque et de plusieurs constructions disparates, où des cultures de chanvre prospérèrent.
La population maximale fut atteinte en 1830, avec plus de 600 habitants. Mais le chemin de fer, l’ère industrielle et la construction du réservoir qui devait priver les habitants de leurs meilleures terres, amorcèrent le déclin du village.

## Politique et administration
| Période   | Période  | Identité                                   | Étiquette | Qualité                                                                   |
| --------- | -------- | ------------------------------------------ | --------- | ------------------------------------------------------------------------- |
| ?         | ?        | Comte Bernard d'Harcourt                   |           |                                                                           |
| 1971      | 1995     | Comte Anne-François d'Harcourt (1928-2018) | CDS       | Agriculteur Président d'honneur de l'ANF Chevalier de la Légion d'honneur |
| mars 2001 | 2020     | Geoffroy d'Harcourt                        |           | Médecin 13e duc d'Harcourt et duc de Beuvron                              |
| 2020      | 2022     | Salvatore Meloni                           |           | Ancien cadre                                                              |
| 2022      | en cours | Jean-Paul Boulère                          |           |                                                                           |

## Démographie
L'évolution du nombre d'habitants est connue à travers les recensements de la population effectués dans la commune depuis 1793. Pour les communes de moins de 10 000 habitants, une enquête de recensement portant sur toute la population est réalisée tous les cinq ans, les populations de référence des années intermédiaires étant quant à elles estimées par interpolation ou extrapolation. Pour la commune, le premier recensement exhaustif entrant dans le cadre du nouveau dispositif a été réalisé en 2008.

En 2022, la commune comptait 111 habitants, en évolution de +8,82 % par rapport à 2016 (Côte-d'Or : +0,82 %, France hors Mayotte : +2,11 %).
| 1793 | 1800 | 1806 | 1821 | 1831 | 1836 | 1841 | 1846 | 1851 |
| ---- | ---- | ---- | ---- | ---- | ---- | ---- | ---- | ---- |
| 510  | 546  | 510  | 510  | 519  | 618  | 522  | 478  | 451  |

| 1856 | 1861 | 1866 | 1872 | 1876 | 1881 | 1886 | 1891 | 1896 |
| ---- | ---- | ---- | ---- | ---- | ---- | ---- | ---- | ---- |
| 419  | 380  | 389  | 370  | 340  | 346  | 324  | 332  | 308  |

| 1901 | 1906 | 1911 | 1921 | 1926 | 1931 | 1936 | 1946 | 1954 |
| ---- | ---- | ---- | ---- | ---- | ---- | ---- | ---- | ---- |
| 391  | 270  | 246  | 230  | 217  | 178  | 166  | 160  | 138  |

| 1962 | 1968 | 1975 | 1982 | 1990 | 1999 | 2006 | 2008 | 2013 |
| ---- | ---- | ---- | ---- | ---- | ---- | ---- | ---- | ---- |
| 126  | 116  | 107  | 84   | 73   | 106  | 109  | 110  | 96   |

| 2018 | 2022 | - | - | - | - | - | - | - |
| ---- | ---- | - | - | - | - | - | - | - |
| 113  | 111  | - | - | - | - | - | - | - |

## Lieux et monuments

### Le réservoir de Grosbois
D'une capacité de 9,2 millions de mètres cubes pour une surface de 105 hectares, c'est l'un des cinq réservoirs du canal de Bourgogne. Construit en 1838 sur la haute vallée de la Brenne, il a été consolidé en 1852. C'est un des plus profonds en Côte-d'Or, avec une hauteur de plus de 20 mètres au niveau de la digue
Un « contre-réservoir », petit barrage de 10 hectares, destiné à réduire la poussée sur la digue principale, a été construit entre 1900 et 1905. Ce second plan d'eau contient 0,9 million de mètres cubes. C'est un lieu de loisirs nautiques fréquenté.
De nombreux oiseaux fréquentent ce plan d'eau, principalement en hiver.

### La chapelle Saint-Victor

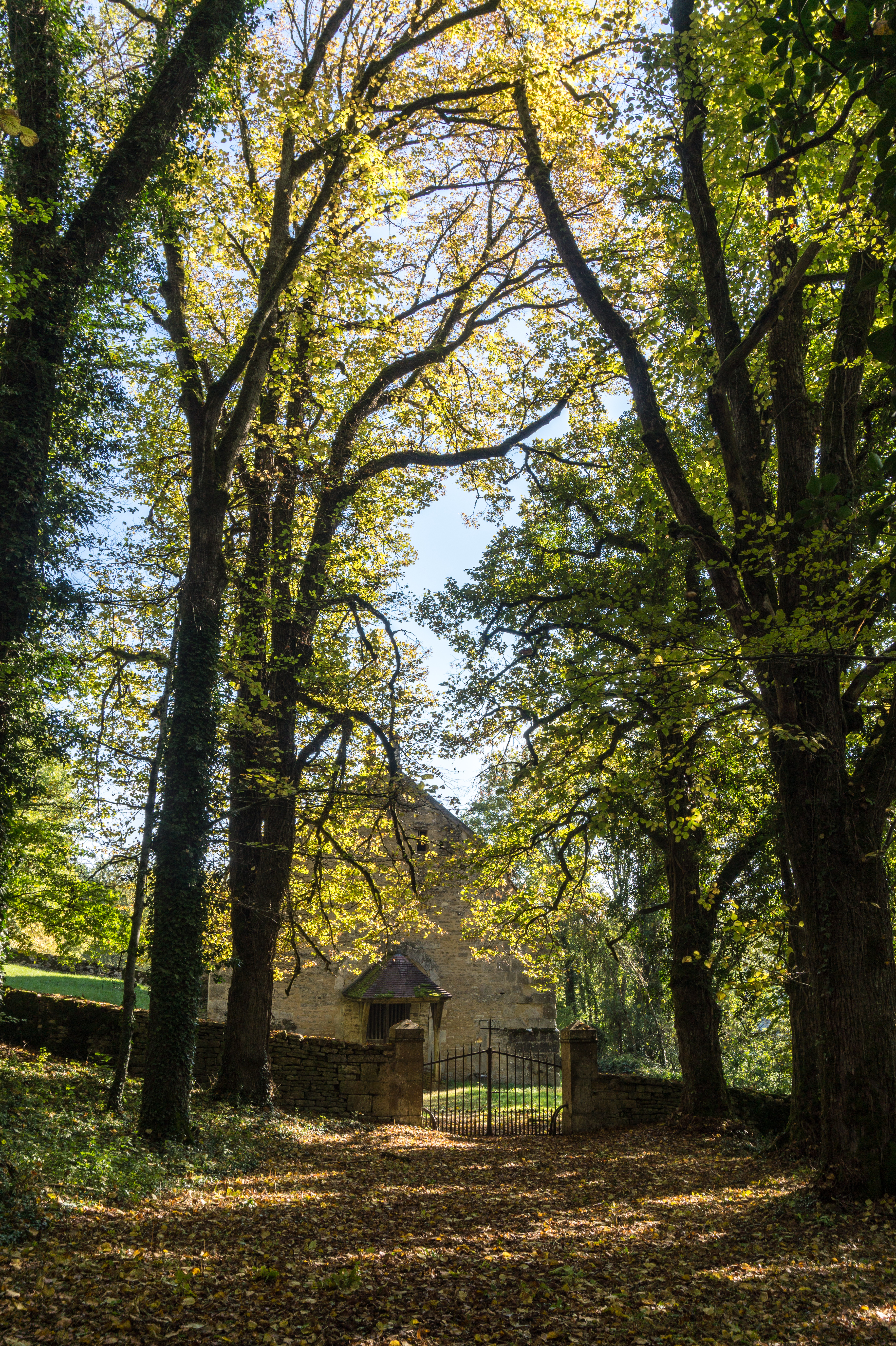
Allée menant à la chapelle

Une ancienne chapelle, paroisse sous le vocable de Saint-Victor jusqu’en 1709, possédait une «sainte larme» et une cloche qu’on disait en argent et rapportée des croisades. Vendue pendant la Révolution française comme bien national, elle fut ensuite rachetée et sauvée de la ruine par une famille de parlementaires bourguignons, originaire de Chalon-sur-Saône et installée à Grosbois, à la suite d’un mariage en 1648, les Perreney de Grobois. Cette chapelle du XVe siècle témoigne, encore aujourd’hui, de l’ancienneté d’un village dont il ne reste presque plus rien par ailleurs. Elle est aussi connue sous le nom Chapelle de Vellemont, inscrite comme Monument Historique depuis le 23 août 1991.

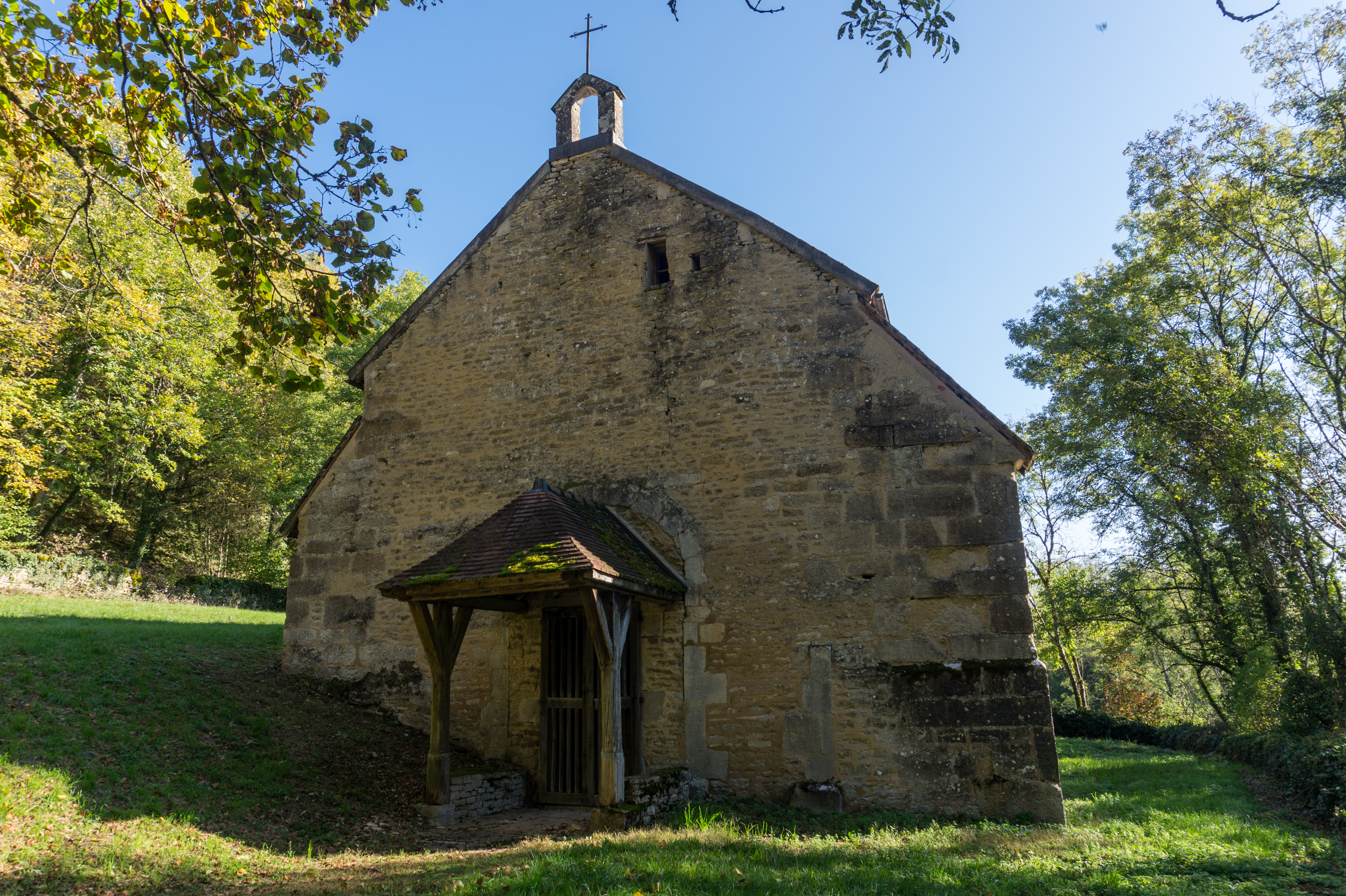
Extérieur
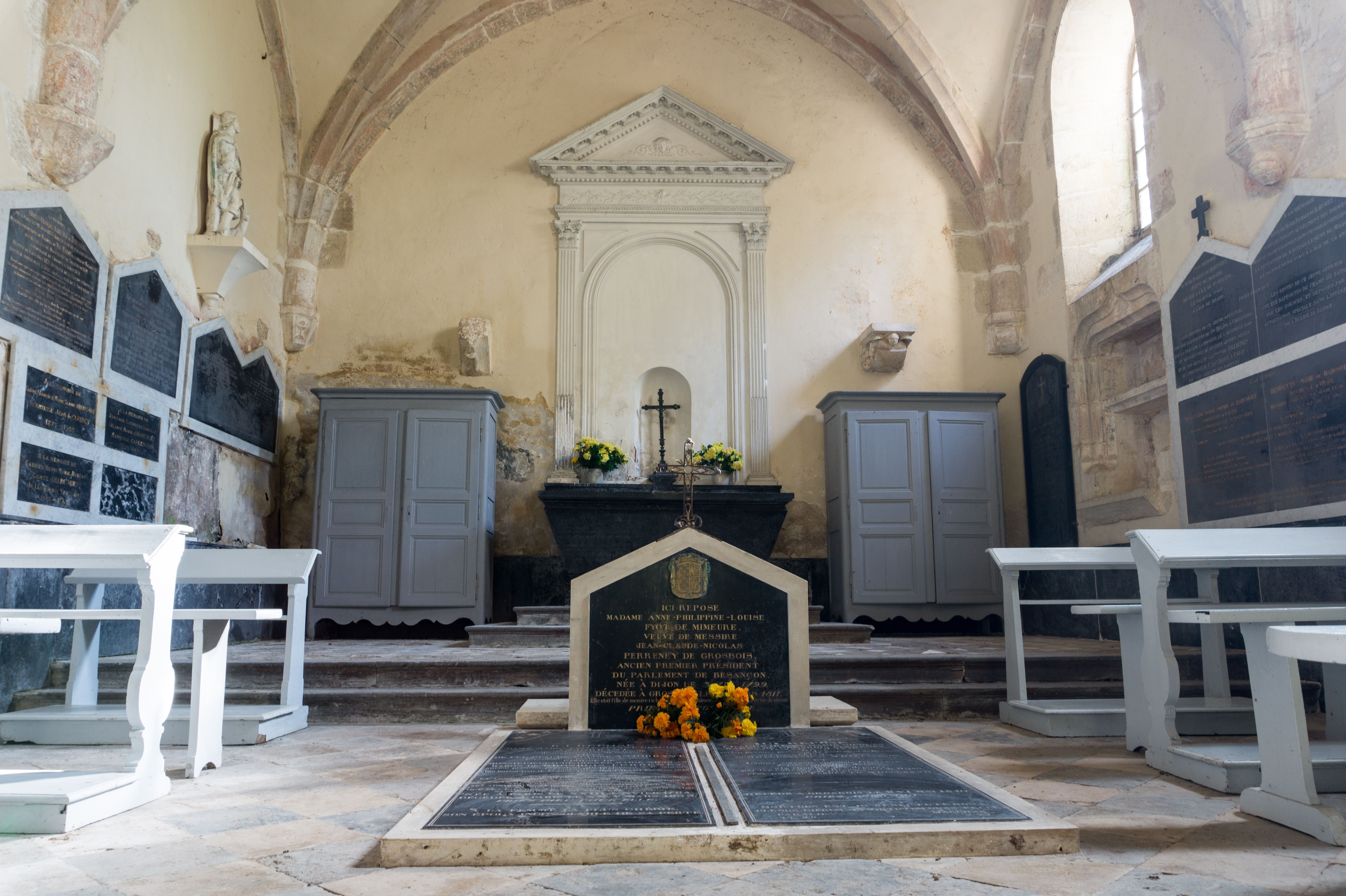
Intérieur

### La Maison commune
Depuis la loi municipale de 1790, les communes remplaçaient les paroisses.
Les conseils municipaux, la plupart du temps dans les petites communes se réunissaient chez le maire. Par la suite, chaque village eut à cœur d’avoir sa maison commune.
En 1850, la maison du juge de Sombernon, Denis Marit, propriétaire à Grosbois fut mise en vente. La commune émit le projet de l’acquérir pour en faire la mairie mais elle hésitait devant le prix demandé. C’est alors que le Duc et la Duchesse d’Harcourt proposèrent de donner à la commune la maison Anjorrant aux conditions indiquées ci-dessous, bien amusantes quand on les relit aujourd’hui :
«La présente donation entre vifs est faite aux clauses, charges et conditions ci-après à l’accomplissement desquelles la commune de Grosbois devra s’obliger expressément par son acceptation définitive, savoir:
1- La maison donnée sera toujours et uniquement destinée à servir de maison d’école : la commune de Grosbois pourra néanmoins en l’agrandissant convenablement y établir un local pour la mairie.
2- D’après les intentions de Monsieur de Grosbois sus-nommé et en souvenir de Madame Margueritte Jeanne Claude Anjorrant, sa femme, décédée, cette maison continuera à porter le nom de maison Anjorrant.
3- L’instituteur qui l’occupera devra appartenir à la religion catholique.
4- Chaque année, au jour de la rentrée des classes, une messe basse sera célébrée dans l’église de la commune de Grosbois pour Mme et Mr Perreney de Grobois qui ont fait bâtir la maison donnée sur un terrain leur appartenant laquelle construction a eu lieu en 1829 et 1830 ; on dira pour eux un De Profundis et on chantera le Veni Creator pour appeler la bénédiction de Dieu sur les enfants ; ceux-ci devront assister à cette messe autant que possible.
5- Les arrérages de rente perpétuelle de cinquante francs sur l’État seront employés jusqu’à concurrence de l’acquittement des honoraires dus par ces messe et prières lesquels honoraires sont fixés dès à présent par Madame la donatrice à trois francs pour le prêtre qui en sera chargé, à un franc pour le chantre et à un franc pour les enfants de chœur ou à cinq francs en totalité. Quant aux quarante cinq francs restant, ils seront employés à subvenir aux dépenses de l’enseignement primaire dans la commune.
6- En cas d’inexécution des clauses et conditions de la présente donation, Madame la Duchesse d’Harcourt se réserve pour elle et pour ses héritiers tous les droits de retour résultants en sa faveur des articles 953 et954 du code civil.»
Le conseil municipal, présidé par M. Étienne Bailly, maire, accepte le don par une délibération du 20 décembre 1831 que refusèrent de signer MM François Modot et Pierre Delaborde en raison de la clause no 3 ainsi que MM Bernard Jean et Capitain Jean qui avaient opté pour la solution de la maison Mairit, bien que, disaient-ils la donation d’Harcourt faisait faire «une économie de 6000 F Or à la commune». L’acte fut signé au château de Grosbois par l’entremise de maître Jean Marie François C., notaire à Pouilly- en- Montagne, le 11 février 1852 et ratifié par le Conseil municipal le 10 mars 1852.Le maire en adressant l’extrait de cette délibération à la Duchesse d’Harcourt lui écrivait le 12 mars 1852 : «Je regrette que la reconnaissance qui est exprimée ne soit pas unanime mais j’espère que les indifférents sauront plus tard apprécier vos bienfaits. Je me rends l’intermédiaire du plus grand nombre des habitants de Grosbois pour vous prier de croire…»

### Église Saint-Joseph

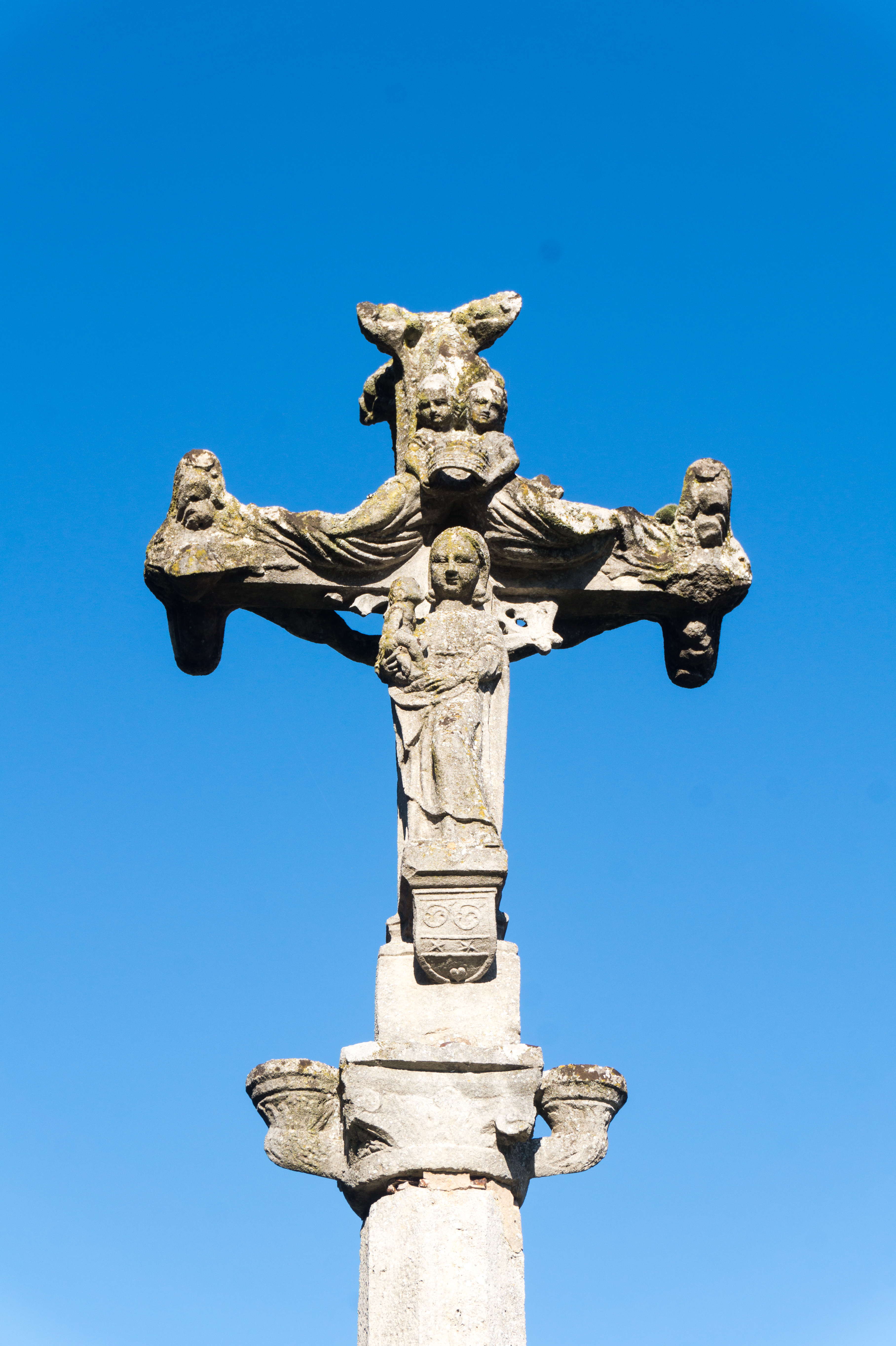
Croix inscrite MH

L'église Saint-Joseph se situe au centre du village. L'édifice date vraisemblablement de 1675, et fût restauré et agrandi de 1868 à 1876. La bénédiction de l’église par François Rivet, évêque de Dijon, date du 17 septembre 1872. De style néogothique et en forme de croix latine, l'église fait 32 mètres de long et a une hauteur sous-voûte dans la nef de 9,10 mètre. Dans l'ancien cimetière situé au Nord de l'édifice se trouve une croix du XVIe siècle, inscrite Monument Historique depuis le 26 octobre 1925.

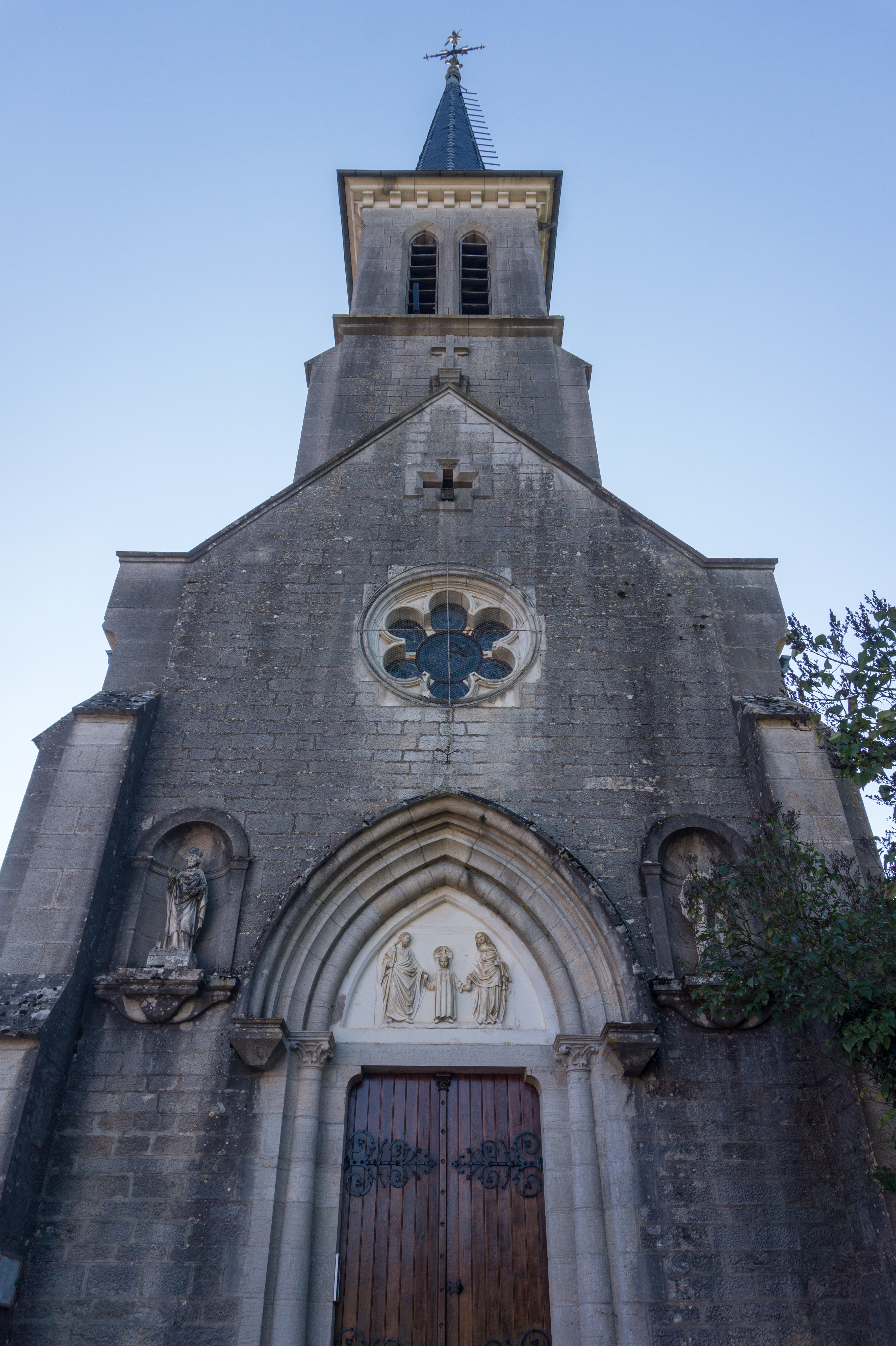
Entrée de l'église Saint-Joseph
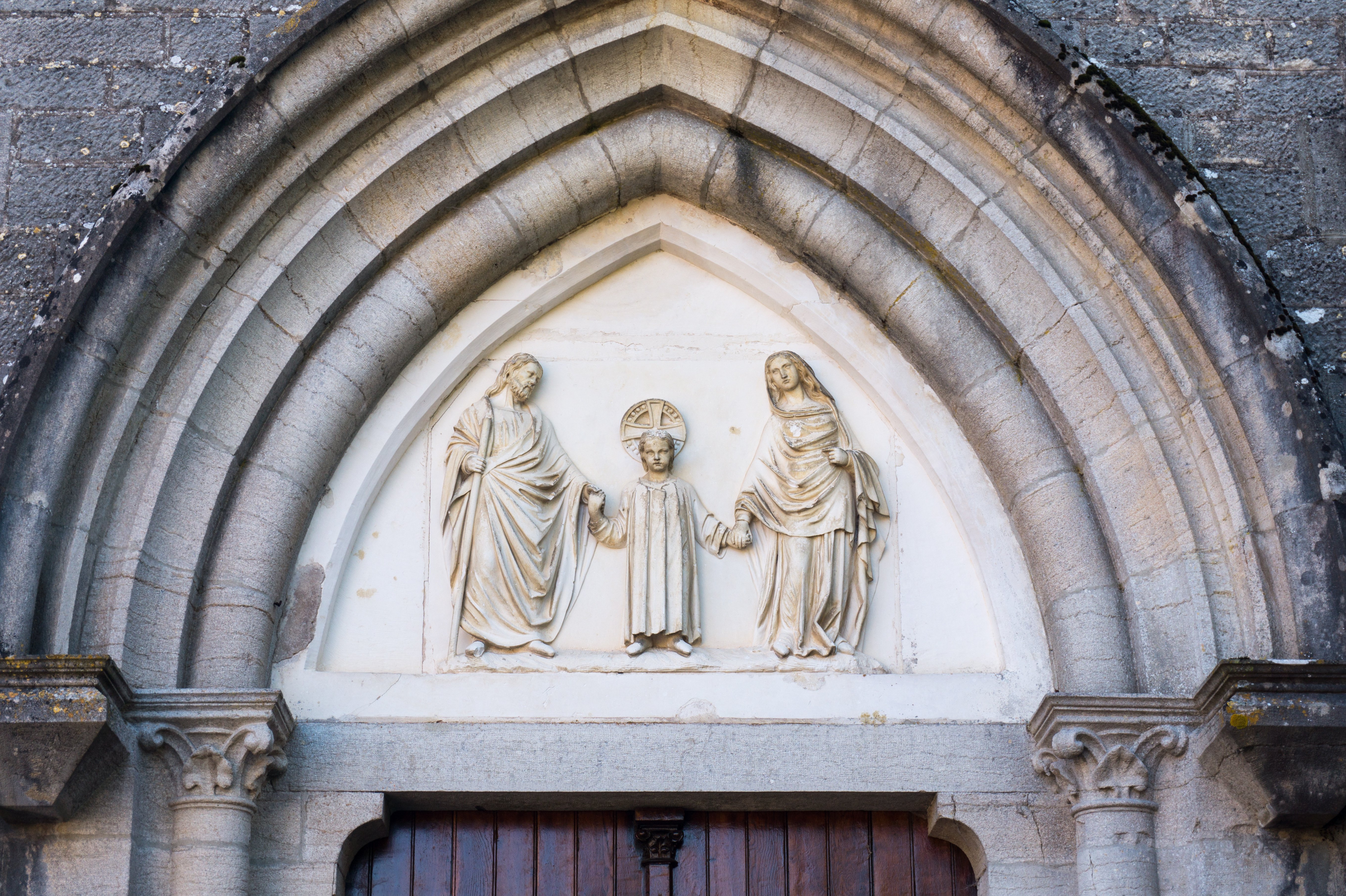
Détail du tympan

## Personnalités liées à la commune
- Henry Bazin (20 octobre 1829 à Nancy - 14 février 1917 à Chenôve près de Dijon), ingénieur du Corps des Ponts et Chaussées qui exerça en tant qu’hydraulicien, et dont les principales contributions touchent l’étude systématique des écoulements à surface libre et la mesure des débits (jaugeage).

La plupart des expériences effectuées à l’occasion de ses recherches ont lieu sur des rigoles proches du canal de Bourgogne (la Colombière à Dijon) et des réservoirs de Grosbois-en-Montagne et Chazilly.